# Viceministro di Stato della Svezia
La Costituzione svedese consente al Ministro di Stato (primo ministro) di assegnare a uno dei ministri del governo l'incarico di Viceministro di Stato (vice primo ministro) (Ställföreträdande statsminister, a volte in modo non ufficiale noto come vice statsminister), nel caso in cui il Primo Ministro per qualche motivo non possa svolgere le sue funzioni. Tuttavia, se un vice primo ministro non è stato nominato, il ministro nel gabinetto che ha servito il tempo più lungo (e se ce ne sono diversi con la stessa esperienza colui che è il più anziano) assume il comando del governo (questi sono contrassegnati in corsivo nella tabella sottostante).
Un Vice Primo ministro può servire solo come primo ministro in una funzione temporanea, in quanto le dimissioni del Primo ministro e dello Strumento di governo svedese impongono al presidente del Riksdag di licenziare il gabinetto in caso di morte del primo ministro.

## Elenco
| Nº  | Vice Primo ministro                            | Vice Primo ministro | Vice Primo ministro                     | Incarico                                                                        | Mandato          | Mandato          | Partito politico                                   | Governo                                            |
| Nº  | Vice Primo ministro                            | Vice Primo ministro | Vice Primo ministro                     | Incarico                                                                        | Inizio           | Fine             | Partito politico                                   | Governo                                            |
| --- | ---------------------------------------------- | ------------------- | --------------------------------------- | ------------------------------------------------------------------------------- | ---------------- | ---------------- | -------------------------------------------------- | -------------------------------------------------- |
| 1   |                                                |                     | Per Ahlmark (1939-2018)                 | Ministro del lavoro                                                             | 8 ottobre 1976   | 7 marzo 1978     | Liberali                                           | Fälldin I                                          |
| 2   |                                                |                     | Ola Ullsten (1931-2018)                 | Ministro del lavoro Ministro degli affari esteri                                | 7 marzo 1978     | 18 ottobre 1978  | Liberali                                           | Fälldin I                                          |
| -   |                                                |                     | Sven Romanus (1906-2005) ad interim     | Ministro della giustizia                                                        | 18 ottobre 1978  | 12 ottobre 1979  | Indipendente                                       | Ullsten                                            |
| -   |                                                |                     | Ingemar Mundebo (1930-2018) ad interim  | Ministro della giustizia                                                        | 12 ottobre 1979  | 1 agosto 1980    | Liberali                                           | Fälldin II                                         |
| (2) |                                                |                     | Ola Ullsten (1931-2018)                 | Ministro degli affari esteri                                                    | 1 agosto 1980    | 22 maggio 1981   | Liberali                                           | Fälldin II                                         |
| (2) | 22 maggio 1981                                 | 8 ottobre 1982      | Ola Ullsten (1931-2018)                 | Ministro degli affari esteri                                                    | Fälldin III      |                  | Liberali                                           |                                                    |
| 3   |                                                |                     | Ingvar Carlsson (1934)                  | Ministro dell'ambiente                                                          | 8 ottobre 1982   | 28 febbraio 1986 | Partito Socialdemocratico dei Lavoratori di Svezia | Palme II                                           |
| -   |                                                |                     | Skante Lundkvist (1919-1991) ad interim | Ministro dell'agricoltura                                                       | 28 febbraio 1986 | 9 ottobre 1986   | Partito Socialdemocratico dei Lavoratori di Svezia | Palme II                                           |
| -   |                                                |                     | Kjell-Olof Feldt (1931) ad interim      | Ministro delle finanze                                                          | 9 ottobre 1986   | 16 febbraio 1990 | Partito Socialdemocratico dei Lavoratori di Svezia | Carlsson I                                         |
| -   |                                                |                     | Lena Hjelm-Wallén (1943) ad interim     | Ministro degli affari esteri                                                    | 16 febbraio 1990 | 27 febbraio 1990 | Partito Socialdemocratico dei Lavoratori di Svezia | Carlsson I                                         |
| 4   |                                                |                     | Odd Engström (1941-1998)                | /                                                                               | 27 febbraio 1990 | 4 ottobre 1991   | Partito Socialdemocratico dei Lavoratori di Svezia | Carlsson II                                        |
| 5   |                                                |                     | Bengt Westerberg (1943)                 | Ministro della sanità e degli affari sociali                                    | 4 ottobre 1991   | 7 ottobre 1994   | Liberali                                           | Bildt                                              |
| 6   |                                                |                     | Mona Sahlin (1957)                      | Ministro per l'uguaglianza di genere                                            | 7 ottobre 1994   | 16 novembre 1995 | Partito Socialdemocratico dei Lavoratori di Svezia | Carlsson III                                       |
| 7   |                                                |                     | Lena Hjelm-Wallén (1943)                | Ministro per gli affari esteri                                                  | 16 novembre 1995 | 22 marzo 1996    | Partito Socialdemocratico dei Lavoratori di Svezia | Carlsson III                                       |
| 7   | /                                              | 22 marzo 1996       | Lena Hjelm-Wallén (1943)                | 21 ottobre 2002                                                                 | Persson          |                  | Partito Socialdemocratico dei Lavoratori di Svezia |                                                    |
| 8   |                                                |                     | Margareta Winberg (1943)                | Ministro per l'uguaglianza di genere                                            | Persson          | 21 ottobre 2002  | Partito Socialdemocratico dei Lavoratori di Svezia | 31 ottobre 2003                                    |
| -   |                                                |                     | Marita Ulvskog (1951) ad interim        | Ministro della cultura e dello sport                                            | Persson          | 31 ottobre 2003  | Partito Socialdemocratico dei Lavoratori di Svezia | 1 giugno 2004                                      |
| 9   |                                                |                     | Lars Engqvist (1945)                    | Ministro della sanità e degli affari sociali                                    | Persson          | 1 giugno 2004    | Partito Socialdemocratico dei Lavoratori di Svezia | 1 ottobre 2004                                     |
| -   |                                                |                     | Laila Freivalds (1942) ad interim       | Ministro per gli affari esteri                                                  | Persson          | 1 ottobre 2004   | Partito Socialdemocratico dei Lavoratori di Svezia | 1 novembre 2004                                    |
| 10  |                                                |                     | Bo Ringholm (1942)                      | Ministro per gli affari europei                                                 | Persson          | 1 novembre 2004  | Partito Socialdemocratico dei Lavoratori di Svezia | 6 ottobre 2006                                     |
| 11  |                                                |                     | Maud Olofsson (1955)                    | Ministro dell'impresa e dell'innovazione                                        | 6 ottobre 2006   | 5 ottobre 2010   | Partito di Centro                                  | Reinfeldt                                          |
| 12  |                                                |                     | Jan Björklund (1962)                    | Ministro dell'educazione                                                        | 5 ottobre 2010   | 3 ottobre 2014   | Liberali                                           | Reinfeldt                                          |
| -   |                                                |                     | Margot Wallström (1954) ad interim      | Ministro per gli affari esteri                                                  | 3 ottobre 2014   | 21 gennaio 2019  | Partito Socialdemocratico dei Lavoratori di Svezia | Löfven I                                           |
| -   | 21 gennaio 2019                                | 10 settembre 2019   | Margot Wallström (1954) ad interim      | Ministro per gli affari esteri                                                  | Löfven II        |                  | Partito Socialdemocratico dei Lavoratori di Svezia |                                                    |
| -   |                                                |                     | Åsa Romson (1972) (titolo onorario)     | Ministro dell'ambiente                                                          | 3 ottobre 2014   | 25 maggio 2016   | Partito Ambientalista i Verdi                      | Löfven I                                           |
| -   |                                                |                     | Isabella Lövin (1963) (titolo onorario) | Ministro per la cooperazione allo sviluppo internazionale Ministro per il clima | 25 maggio 2016   | 21 gennaio 2019  | Partito Ambientalista i Verdi                      | Löfven I                                           |
| -   | 21 gennaio 2019                                | 5 febbraio 2021     | Isabella Lövin (1963) (titolo onorario) | Ministro per la cooperazione allo sviluppo internazionale Ministro per il clima | Löfven II        |                  | Partito Ambientalista i Verdi                      |                                                    |
| -   |                                                |                     | Per Bolund (1971) (titolo onorario)     | Ministro per la cooperazione allo sviluppo internazionale Ministro per il clima | Löfven II        | 5 febbraio 2021  | Partito Ambientalista i Verdi                      | 9 luglio 2021                                      |
| -   | 9 luglio 2021                                  | 30 novembre 2021    | Per Bolund (1971) (titolo onorario)     | Ministro per la cooperazione allo sviluppo internazionale Ministro per il clima | Löfven III       |                  | Partito Ambientalista i Verdi                      |                                                    |
| 13  |                                                |                     | Morgan Johansson (1970) ad interim      | Ministro della giustizia Ministro dell'immigrazione                             | Löfven III       | 9 luglio 2021    | 30 novembre 2021                                   | Partito Socialdemocratico dei Lavoratori di Svezia |
| 13  | Ministro della giustizia Ministro dell'interno | 30 novembre 2021    | Morgan Johansson (1970) ad interim      | 18 ottobre 2022                                                                 | Andersson        |                  |                                                    | Partito Socialdemocratico dei Lavoratori di Svezia |
| 14  |                                                |                     | Ebba Busch (1987)                       | Ministro dell’Energia e dell’Impresa                                            | 18 ottobre 2022  | in carica        | Partito Cristiano Democratico                      | Kristersson                                        |